# Hamburg Masters 2006
L'Hamburg Masters 2006 è stato un torneo di tennis giocato sulla terra rossa.  È stata la 100ª edizione dell'Hamburg Masters, che fa parte della categoria ATP Masters Series nell'ambito dell'ATP Tour 2006. Si è giocato al Rothenbaum Tennis Center di Amburgo in Germania, dal 15 al 22 maggio 2006.

## Campioni

### Singolare
Tommy Robredo ha battuto in finale  Radek Štěpánek con il punteggio di 6–1, 6–3, 6–3.

### Doppio
Paul Hanley /  Kevin Ullyett hanno battuto in finale  Mark Knowles /  Daniel Nestor con il punteggio di 6–2, 7–6(8).